# Alien: Covenant (banda sonora)
Alien: Covenant es el álbum de banda sonora de la película de 2017, Alien: Covenant, compuesto por Jed Kurzel.

## Lista de canciones
Toda la música compuesta por Jed Kurzel. 
| N.º | Título                  | Duración |  |
| 1.  | «Incubation»            | 1:07     |  |
| 2.  | «The Covenant»          | 3:25     |  |
| 3.  | «Neutrino Burst»        | 2:57     |  |
| 4.  | «A Cabin on the Lake»   | 1:55     |  |
| 5.  | «Sails»                 | 3:18     |  |
| 6.  | «Planet 4 / Main Theme» | 2:06     |  |
| 7.  | «Launcher Landing»      | 1:19     |  |
| 8.  | «Wheat Field»           | 1:39     |  |
| 9.  | «Spores»                | 2:17     |  |
| 10. | «The Med Bay»           | 7:25     |  |
| 11. | «Grass Attack»          | 3:16     |  |
| 12. | «Dead Civilization»     | 2:51     |  |
| 13. | «Survivors»             | 1:35     |  |
| 14. | «Payload Deployment»    | 1:46     |  |
| 15. | «Command Override»      | 1:47     |  |
| 16. | «Face Hugger»           | 3:56     |  |
| 17. | «Chest Burster»         | 1:24     |  |
| 18. | «Lonely Perfection»     | 3:21     |  |
| 19. | «Cargo Lift»            | 4:44     |  |
| 20. | «Bring It to My Turf»   | 2:05     |  |
| 21. | «Terraforming Bay»      | 3:02     |  |
| 22. | «Alien: Covenant Theme» | 1:42     |  |

## Música adicional
Música adicional acreditada en Alien: Covenant:
| Title                                                           | Musician(s)            | Key scenes/Notes                                |
| --------------------------------------------------------------- | ---------------------- | ----------------------------------------------- |
| "Tema de Alien"                                                 | Jerry Goldsmith        | Intercalado a lo largo del film                 |
| "Das Rheingold, Escena 4: La Entrada de los Dioses al Valhalla" | Richard Wagner         | Suena durante las escenas de apertura y cierre. |
| "Take Me Home, Country Roads"                                   | John Denver            |                                                 |
| "The Man Who Broke the Bank at Monte Carlo"                     | Fred Gilbert           |                                                 |
| "Ancient Flute"                                                 | Harry Gregson-Williams |                                                 |
| "Life & We Were Right"                                          | Harry Gregson-Williams |                                                 |
| "Let Me Down Easy"                                              | Paolo Nutini           | Suena durante la escena en la regadera.         |
| "Tema de Prometheus"                                            | Marc Streitenfeld      | Intercalado a lo largo del film                 |